# Dalsland-Kanal
Der Dalsland-Kanal ist eine künstliche Wasserstraße in Schweden, die den See Vänern mit einigen weiter westlich gelegenen Seen der historischen Provinz Dalsland und dem westlichen Värmland verbindet. Das gesamte Kanalsystem ist etwa 254 km lang, wobei nur 12 km künstlich angelegt wurden, und überwindet einen Höhenunterschied von 66 m. Heute erfüllt es fast ausschließlich touristische Zwecke. 

## Geschichte
Da der Upperudsälv den Anforderungen nicht mehr genügte, um die im 17. und 18. Jahrhundert an den Seen entstandenen und expandierenden Eisenhütten und Papiermühlen anzubinden, hatte es schon 1765 einen Vorschlag für den Kanalbau gegeben. Doch erst 1863 beschloss der schwedische Reichstag den Bau des vom schwedischen Ingenieur Nils Ericson geplanten Dalsland-Kanals. Unter der Aufsicht seines Sohnes, Werner Ericson, fanden die Arbeiten durch die Dalslands Kanal AB ab 1864 statt, die Gesamtkosten beliefen sich auf 1,365 Mio. SEK. Im September 1868 erfolgte die Einweihung durch König Karl XV. Zumindest über die Gesamtstrecke ab Stora Le wurden nur kurz Transporte durchgeführt, da bereit im Jahr 1879 die Eisenbahnstrecke Mellerud–Kornsjö den Betrieb aufnahm. Dennoch geriet die Betreiberfirma erst Ende der 1950er Jahre in die Verlustzone, 1965 verließ das letzte regelmäßig verkehrende Güterschiff den Kanalbereich. Letzter bekannter Gütertransport waren 50 t Gerste durch die Katrin am 5. September 1975. Im Jahr 1905 befuhren 2.792 Dampfschiffe, 200 Segelfrachtschiffe und 914 Lastkähne den Kanal.

### Snäcke-Kanal
Die bereits im Vorschlag von 1765 enthaltene Anbindung auch des Sees Årr wurde in einer erneuten Untersuchung 1833 erneut empfohlen, vom Reichstag aber 1841 abgelehnt. Daher ließen örtliche Unternehmer eine Verbindung mit Schleuse sowie eine Pferdebahn bauen, um Östebosjön und Årr zu verbinden. In den Jahren 1872 bis 1874 ersetzte die Snäcke kanal AB für 43.000 SEK die Pferdebahn durch ein kurzes Kanalstück mit Schleuse und erweiterte die bestehende, so dass über den so entstandenen Snäcke-Kanal u. a. die Papierfabrik in Fengersfors erschlossen werden konnte. Im Jahr 1930 nutzen 600 Schiffe den Kanal, ab 1961 erfolgte für zehn Jahre mit einem neu gebauten 110-t-Schiff für den Quarzittransport eine Intensivierung des Gütertransports.

## Beschreibung

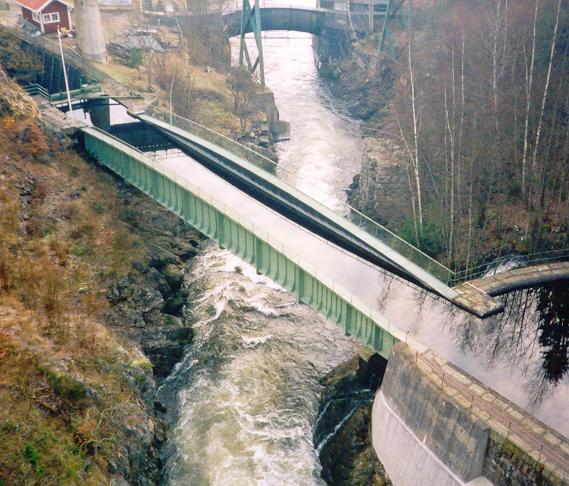
Trogbrücke in Håverud

Das gesamte Kanalsystem ist etwa 254 km lang, wobei aber nur 12 km neu gegraben oder aus dem Fels gesprengt wurden. Vom Vänern kommend passiert der Kanal die Seen Svanfjorden, Dalsjön, Östebosjön, Åklång, Råvarp, Långbrohäljen, Laxsjön, Nedre höljen, Övre höljen, Bengtsbrohöljen, Lelång, Foxen und Töck, bevor er im Östen endet. Vom Östebosjön gelangt man im Snäcke-Kanal nordöstlich über den Ånimmen in den Årr, vom Lelång nach Osten in den Västra Silen und den Östra Silen, und vom Foxen nach Süden in den Stora Le. Dieser befindet sich teilweise in Norwegen (zur Bauzeit in einer Union mit Schweden). Obwohl die Entfernung zum norwegischen Haldenkanal bei Otteid nur etwa 1,5 Kilometer beträgt, die von 1827 bis 1956 durch eine Floßstrecke überwunden wurde, gibt es hier keine schiffbare Verbindung.
Boote, die den Kanal samt der Nebenarme durchfahren, passieren dabei durch 31 Schleusen an 17 Stationen sowie eine markante eiserne, 33,5 m lange Trogbrücke, die beim Ort Håverud Stromschnellen überbrückt. Der gesamte Höhenunterschied des Kanals beträgt 66 Meter. Über den Vänern erreicht man Göta- und Trollhätte-Kanal.

## Maximale Schiffsmaße
Quelle:
Der Dalsland-Kanal wurde für Schiffe bis maximal 22,75 Meter Länge gebaut. Bis auf die erste/unterste Schleuse in Köpmannebro (32*7*3 m) haben alle Schleusenkammern die gleichen Maße.
| Maximale Länge     | 22,75 m |
| Maximale Breite    | 4,05 m  |
| Maximaler Tiefgang | 1,8 m   |

Die maximale Masthöhe beträgt 26 Meter bis Håverud, 17 Meter bis Lennartsfors und anschließend 15,5 bzw. 14,5 Meter.

## Schleusen und Abstandtabelle
| Schleusen- station | Schleusen- kammern | Zeitbedarf (ohne Wartezeit) | Fahrzeit zur nächsten Schleuse | km total    | Entfernung zur nächsten Schleuse in sm | m ö.h.    |
| ------------------ | ------------------ | --------------------------- | ------------------------------ | ----------- | -------------------------------------- | --------- |
| Köpmannebro        | 1                  | 10 Min.                     | 45 Min.                        | 0           | 0                                      | 44,2–44,4 |
| Upperud            | 2                  | 20 Min.                     | 10 Min.                        | 9,5         | 4,8                                    | 44,4–48,4 |
| Håverud            | 4                  | 60 Min.                     | 20 Min.                        | 11,5        | 1,1                                    | 48,4–58,4 |
| Buterud            | 1                  | 10 Min.                     | 40 Min.                        | 15,1        | 1,9                                    | 58,4–59,3 |
| Mustadfors         | 1                  | 15 Min.                     | 10 Min.                        | 25,1        | 5,4                                    | 59,3–62,4 |
| Långed             | 4                  | 60 Min.                     | 10 Min.                        | 27          | 1                                      | 62,4–75,0 |
| Långbron           | 1                  | 15 Min.                     | 25 Min.                        | 27,7        | 0,3                                    | 75,0–75,5 |
| Billingsfors       | 2                  | 30 Min.                     | 5 Min.                         | 33,9        | 3,4                                    | 75,5–82,0 |
| 18:e               | 1                  | 10 Min.                     | 10 Min.                        | 34,7        | 0,4                                    | 82,0–84,4 |
| 19:e und 20:e      | 2                  | 30 Min.                     | 15 Min.                        | 35,6        | 0,5                                    | 84,4–91,1 |
| Bengtsfors         | 2                  | 25 Min.                     | 160 Min.                       | 38,7        | 1,7                                    | 91,1–93,7 |
| Lennartsfors       | 3                  | 30 Min.                     | 95 Min.                        | 78,5        | 21,5                                   | 93,7–102  |
| Töcksfors          | 2                  | 60 Min.                     |                                | 98,5        | 10,8                                   | 102–112,2 |
|                    |                    |                             |                                |             |                                        |           |
| Bengtsfors         | 2                  | 25 Min.                     | 100 Min.                       | 38,7        | 1,7 von 19:e und 20:e                  |           |
| Gustavsfors        | 1                  | 20 Min.                     | 45 Min.                        | 61,2        | 12,1; (bis Lennartsfors 9,4)           |           |
| Krokfors           | 2                  | 25 Min.                     |                                | (9,8)       | 5,3                                    |           |
|                    |                    |                             |                                |             |                                        |           |
| Köpmannebro        | 1                  | 10 Min.                     | 50 Min.                        |             |                                        |           |
| Snäcke             | 1                  | 20 Min.                     | 45 Min.                        | Snäckekanal |                                        |           |
| Strömmen           | 1                  | 15 Min.                     |                                | Snäckekanal |                                        |           |